# Richard von Krafft-Ebing
Některé informace v tomto článku byly převzaty z jinojazyčných verzí Wikipedie bez ověření v originálních zdrojích. Vzhledem k tomu, že mnohé údaje jsou v odvozených zdrojích tradovány nepřesně, je nutno k veškerým informacím přistupovat s opatrností.
Richard Fridolin Joseph svobodný pán Krafft von Festenberg auf Frohnberg, zvaný von Ebing (14. srpna 1840 Mannheim – 22. prosince 1902 Štýrský Hradec) byl významným německo-rakouským psychiatrem, neurologem, jedním ze zakladatelů moderní sexuologie. Ve svém klíčovém díle Psychopathia sexualis (1886) popsal mnoho kazuistik a v rámci utřídění zavedl mnoho termínů, z nichž například slova sadismus, masochismus, fetišismus nebo paedophilia erotica jsou k nozologické klasifikaci parafilií užívány vesměs dosud. Sexuální odlišnosti včetně homosexuality nově pojímal jako vrozené dědičné neurologické poruchy. V češtině nevyšla dosud žádná jeho kniha.

## Život
Jeho otcem byl bádenský velkovévodský vrchní úředník, baron Friedrich Karl Konrad Christoph von Krafft-Ebing. Otcem matky Richarda von Krafft-Ebing Kláry Antonie Caroliny byl známý heidelberský právník a obhájce Carl Joseph Anton Mittermaier. Richard se narodil jako první z pěti dětí. V době Richardova dětství se rodina v rámci Bádenska několikrát stěhovala.
Studoval lékařství na univerzitě v Heidelbergu, roku 1863 byl promován a získal doktorát medicíny prací „Die Sinnesdilirien“. V rámci rekonvalescence po tyfovém onemocnění působil rok v Zürichu, kde se seznámil s výzkumem anatomie mozku, který prováděl Wilhelm Griesinger. V tomto období také hospitoval ve Vídni, Praze a Berlíně.
V letech 1864–1868 pracoval jako asistent v ústavu pro duševně choré v Illenau v Bádensku. V roce 1867 v práci Erkenntnis zweifelhafter Seelenzustände zavedl pojem nutkavá představa (Zwangsvorstellung). Od roku 1868 do prusko-francouzské války (1870/1871) působil v Baden-Badenu jako samostatný neurolog. Ze začátku tohoto období obětavě ošetřoval svého mladšího 24letého těžce nemocného bratra Friedricha. Po jeho smrti se vydal na několikatýdenní odpočinkovou cestu po jižní Evropě spojenou s návštěvami psychiatrických a neurologických ústavů. Za prusko-rakouské války působil jako polní lékař na hejtmanství bádenské divize, poté jako lazaretní lékař v pevnosti Rastatt. O zdejších zkušenostech, zejména s tyfovým onemocněním, napsal odborné pojednání. Po návratu z války v roce 1871 byl pověřen vedením elektroléčebné stanice v Baden-Badenu.
Do té doby Richard von Krafft-Ebing vydal již mnoho odborných publikací a rozhodl se věnovat akademické dráze. Habilitován byl v Lipsku, roku 1872 byl ve Štrasburku jmenován profesorem neurologie a rok hostoval na štrasburské čtyřlůžkové psychiatrické klinice. Od května 1873 vedl zemský blázinec Feldhof u Grazu a současně začal vyučovat psychiatrii na univerzitě v Grazu, v blázinci Feldhof založil 22. května 1874 psychiatrickou kliniku, kterou vedl až do roku 1880. V Grazu se také roku 1874 stala jeho ženou Maria Luise Kißling (1846–1903) z Baden-Badenu. Roku 1886 rezignoval na funkci ředitele ústavu Feldhof a otevřel privátní sanatorium v Mariagrün v Grazu, zaměřené na bohatou klientelu z vyšších vrstev.
Roku 1886 byla jeho profesura rozšířena na obor psychiatrie. Od roku 1889 vedl I. psychiatrickou kliniku dolnorakouského zemského blázince ve Vídni, od roku 1892 psychiatrickou univerzitní kliniku Všeobecné nemocnice ve Vídni. Pod jeho vedením byla klinika jednou z prvních na světě, kde byla využívána hypnóza. Stále častěji byl přizváván jako soudní znalec. Popularizoval psychiatrii, pořádal veřejné přednášky, na nichž předváděl například hypnózu.
Ovládal několik jazyků a rekreačně se zabýval hrou na klavír. Byl otcem dvou synů a jedné dcery, ke své rodině měl celoživotně láskyplný a starostlivý vztah. Ve stáří se po oslavě třicátého výročí své profesury ze zdravotních důvodů odebral do sanatoria Mariagrün, které dříve založil, a půl roku poté zde zemřel. Byl pohřben na hřbitově u svatého Leonarda v Grazu.

## Psychopathia sexualis

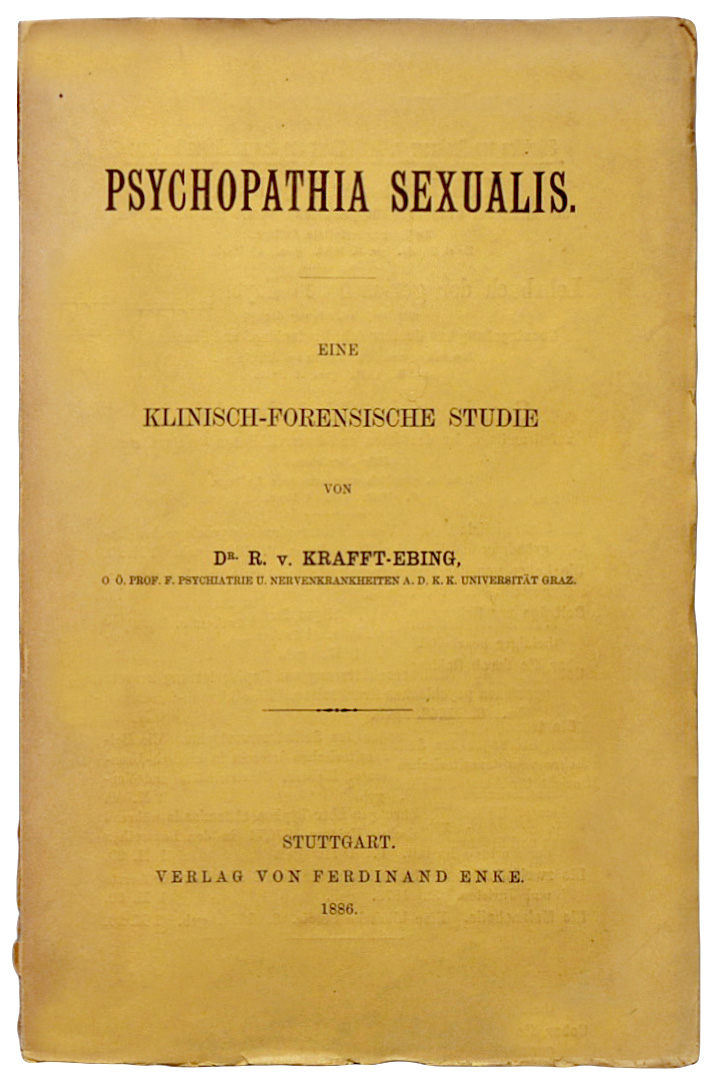
Titulní strana první vydání knihy Psychopathia sexualis, 1886

Nejznámějším dílem Richarda von Krafft-Ebing je Psychopathia sexualis, jejíž první vydání vyšlo v roce 1886. Části knihy, které by mohly být vnímány jako pohoršlivé, napsal v prvním vydání v latině. Za Ebingova života vyšlo 12 postupně přepracovávaných vydání, dílo bylo přepracováváno i po jeho smrti a roku 1924 vyšlo 17. německé vydání. Bylo přeloženo také nejméně do 7 jiných jazyků. V roce 2006 natočil americký režisér Bret Wood na náměty Ebingova odborného díla neúspěšný hraný film Psychopathia Sexualis, kritika film odsoudila jako komicky povrchní.
Ačkoliv dílo bylo určeno pro lékaře a právníky a latinským titulem a částmi textu v latině se Ebing snažil odradit laické čtenáře, bylo obchodně velmi úspěšné, protože o ně projevila zájem širší veřejnost.
Ebing vycházel z prokreačního paradigmatu a za perverzi považoval každou formu sexuální touhy, která nemůže tomuto cíli sloužit. Proto například násilné chování mezi perverze nepočítal.
V prvním vydání byly „mozkové neurózy“ rozděleny do čtyř kategorií:
- paradoxia: sexuální touha v nesprávném období života, například v dětství nebo ve stáří
- anesthesia: nedostatečná sexuální touha
- hyperesthesia: nadměrná sexuální touha
- paraesthesia: sexuální touhy zaměřené na nesprávný cíl nebo objekt; do této kategorie spadala „opačná sexuální touha“ neboli homosexualita a dnešní parafilie

Dílo vyvolávalo ve své době rozporuplné reakce. Byl oceňován jeho vědecký přínos, ale také bylo odsuzováno jako nemorální ospravedlňování perverzí, protože chování, které do té doby bylo hodnoceno jen v morální rovině, vysvětloval vrozenými neurologickými dispozicemi.
Homosexualitu von Krafft-Ebing řadil mezi ostatní perverze jako dědičnou vrozenou inverzi sexuálního pudu, která spadá do kompetence neurologů, oproti dobovému standardu, který ji považoval za duševní poškození, morální selhání či zločinný sklon. Vyslovoval se pro úplnou beztrestnost homosexuálního chování, protože homosexualita není nakažlivá a její nositel za ni není odpovědný, čímž si vysloužil nepřízeň církevně-konzervativních kruhů. Ovlivnila jej korespondence s fríským homosexuálním právníkem, teologem a historikem Karlem Heinrichem Ulrichsem, kterou sám inicioval, a zaštítil Ulrichsovu teorii „urningů“ jako jakéhosi „třetího pohlaví“. Někteří hledají v Krafft-Ebingově díle drobné formulační rozdíly, které mají svědčit o mírném oslabování patologizujícího postoje k homosexualitě (například když v roce 1901 v článku pro Jahrbuch für sexuelle Zwischenstufen místo termínu „anomálie“ použil slova „diferenciace“). Ze strany homosexuálního hnutí je Krafft-Ebingovi vyčítáno mimo jiné to, že dědičnost v případě homosexuality vysvětloval tak, jako by byla příbuzná s různými duševními poruchami („téměř ve všech případech, kde bylo možné uskutečnit vyšetření fyzických a duševních zvláštností předků a pokrevních příbuzných, se v rodině zjistily neurózy, psychózy, degenerativní znaky atd.“).
Po roce 1905 bylo Ebingovo pojetí vrozených odchylek sexuality zastíněno popularitou psychoanalytických sexuálních teorií Sigmunda Freuda, ale Magnus Hirschfeld v téže době pojetí sexuálních odlišností jako vrozených neurologických dispozic dále rozvíjel.

## Publikace
Richard von Krafft-Ebing napsal množství odborných děl. Některými z nich jsou:
- Grundzüge der Kriminalpsychologie auf Grundlage der deutschen und österreichischen Gesetzgebung (Základy kriminální psychologie a základy německého a rakouského práva), 1872
  - Grundzüge der Kriminalpsychologie für Juristen, druhé vydání, 1882
- Die Melancholie: Eine klinische Studie, 1874
- Lehrbuch der gerichtlichen Psychopathologie (Učebnice soudní psychopatologie), 1875
- Lehrbuch der Psychiatrie (Učebnice psychiatrie), Stuttgart 1879–82 (7 vydání)
- Über gesunde und kranke Nerven (O zdravých a nemocných nervech), 1885
- Psychopathia sexualis (Sexuální psychopatie), 1886.
- Die progressive allgemeine Paralyse, 1894
- Nervosität und neurasthenische Zustände, 1895